# Tamás Bódog
Tamás Bódog (Dunaújváros, 27 settembre 1970) è un allenatore di calcio ed ex calciatore ungherese, di ruolo difensore.

## Biografia
Possiede la doppia cittadinanza ungherese e tedesca in virtù dei molti anni trascorsi in Germania.

## Carriera

### Giocatore

#### Club
Ha iniziato la propria carriera professionistica con il Pecs, dove nel suo primo anno contribuisce alla vittoria della Coppa d'Ungheria il primo ed unico trofeo della squadra fino ad ora. Dopo cinque stagioni giocate su buoni livelli con 115 presenze e 2 reti, viene notato dall'Ulma che lo porta così in Germania.

### Allenatore
Nell'estate del 2020 viene nominato allenatore dell'Honvéd squadra campione in carica della Coppa d'Ungheria, con l'obiettivo di far arrivare il club di Kispest nelle prime tre posizioni in campionato. Viene sollevato dall'incarico il 7 dicembre dopo la conseguente rimonta da 2-0 a 2-2 da parte dell'MTK Budapest in occasione del derby subita dalla sua squadra ed in virtù dei pessimi risultati ottenuti oltre che dell'ultimo posto in classifica, venendo chiamato al suo posto il suo vice István Pisont.

## Statistiche

### Cronologia presenze e reti in nazionale
| Cronologia completa delle presenze e delle reti in nazionale ― Ungheria | Cronologia completa delle presenze e delle reti in nazionale ― Ungheria | Cronologia completa delle presenze e delle reti in nazionale ― Ungheria | Cronologia completa delle presenze e delle reti in nazionale ― Ungheria | Cronologia completa delle presenze e delle reti in nazionale ― Ungheria | Cronologia completa delle presenze e delle reti in nazionale ― Ungheria | Cronologia completa delle presenze e delle reti in nazionale ― Ungheria | Cronologia completa delle presenze e delle reti in nazionale ― Ungheria |
| Data                                                                    | Città                                                                   | In casa                                                                 | Risultato                                                               | Ospiti                                                                  | Competizione                                                            | Reti                                                                    | Note                                                                    |
| ----------------------------------------------------------------------- | ----------------------------------------------------------------------- | ----------------------------------------------------------------------- | ----------------------------------------------------------------------- | ----------------------------------------------------------------------- | ----------------------------------------------------------------------- | ----------------------------------------------------------------------- | ----------------------------------------------------------------------- |
| 23-2-2000                                                               | Budapest                                                                | Ungheria                                                                | 0 – 3                                                                   | Australia                                                               | Amichevole                                                              | -                                                                       |                                                                         |
| 8-5-2002                                                                | Pécs                                                                    | Ungheria                                                                | 0 – 2                                                                   | Croazia                                                                 | Amichevole                                                              | -                                                                       | 11’                                                                     |
| 30-4-2003                                                               | Budapest                                                                | Ungheria                                                                | 5 – 1                                                                   | Lussemburgo                                                             | Amichevole                                                              | -                                                                       | 49’                                                                     |
| 11-6-2003                                                               | Serravalle                                                              | San Marino                                                              | 0 – 5                                                                   | Ungheria                                                                | Qual. Euro 2004                                                         | -                                                                       |                                                                         |
| 11-10-2003                                                              | Budapest                                                                | Ungheria                                                                | 1 – 2                                                                   | Polonia                                                                 | Qual. Euro 2004                                                         | -                                                                       | 90+3’                                                                   |
| Totale                                                                  |                                                                         | Presenze                                                                | 5                                                                       |                                                                         | Reti                                                                    | 0                                                                       |                                                                         |

## Palmarès

### Giocatore

#### Competizioni nazionali
- Coppa d'Ungheria: 1

Pécs: 1989-1990